# Meszes
Meszes ist eine ungarische Gemeinde im Kreis Edelény im  Komitat Borsod-Abaúj-Zemplén.

## Geografische Lage
Meszes liegt in Nordungarn, 38 Kilometer nördlich des Komitatssitzes Miskolc, 17 Kilometer nordöstlich der Kreisstadt Edelény, an dem Fluss Rakaca. Nachbargemeinden im Umkreis von fünf Kilometern sind Rakacaszend, Szalonna und Galvács. Nordwestlich des Ortes liegt der 200 Hektar große Stausee Rakaca-víztározó.

## Sehenswürdigkeiten
- Holocaust-Denkmal
- Lajos-Kalász-Denkmal
- Reformierte Kirche
- Römisch-katholische Kirche Kisboldogasszony-iskolakápolna

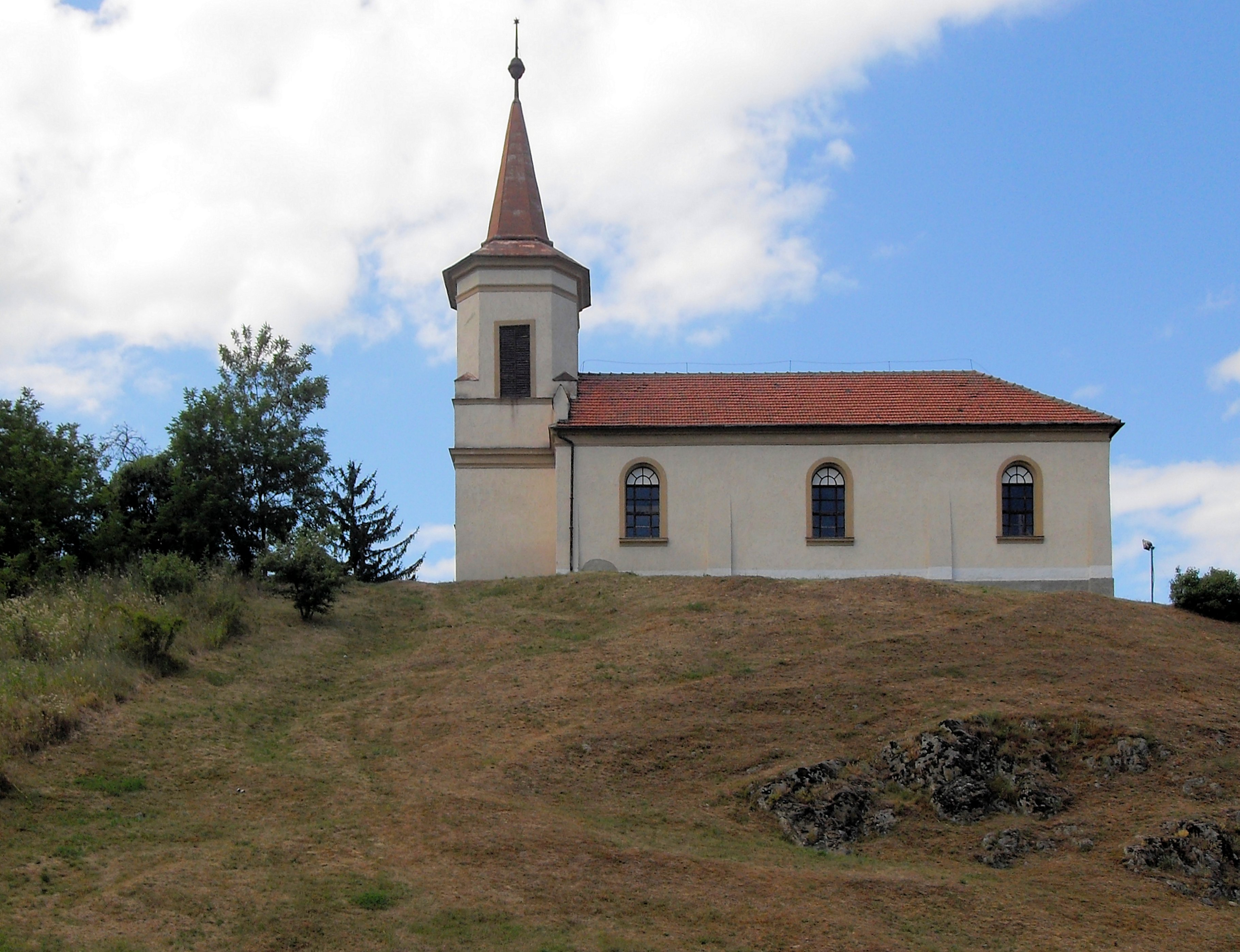
Reformierte Kirche in Meszes
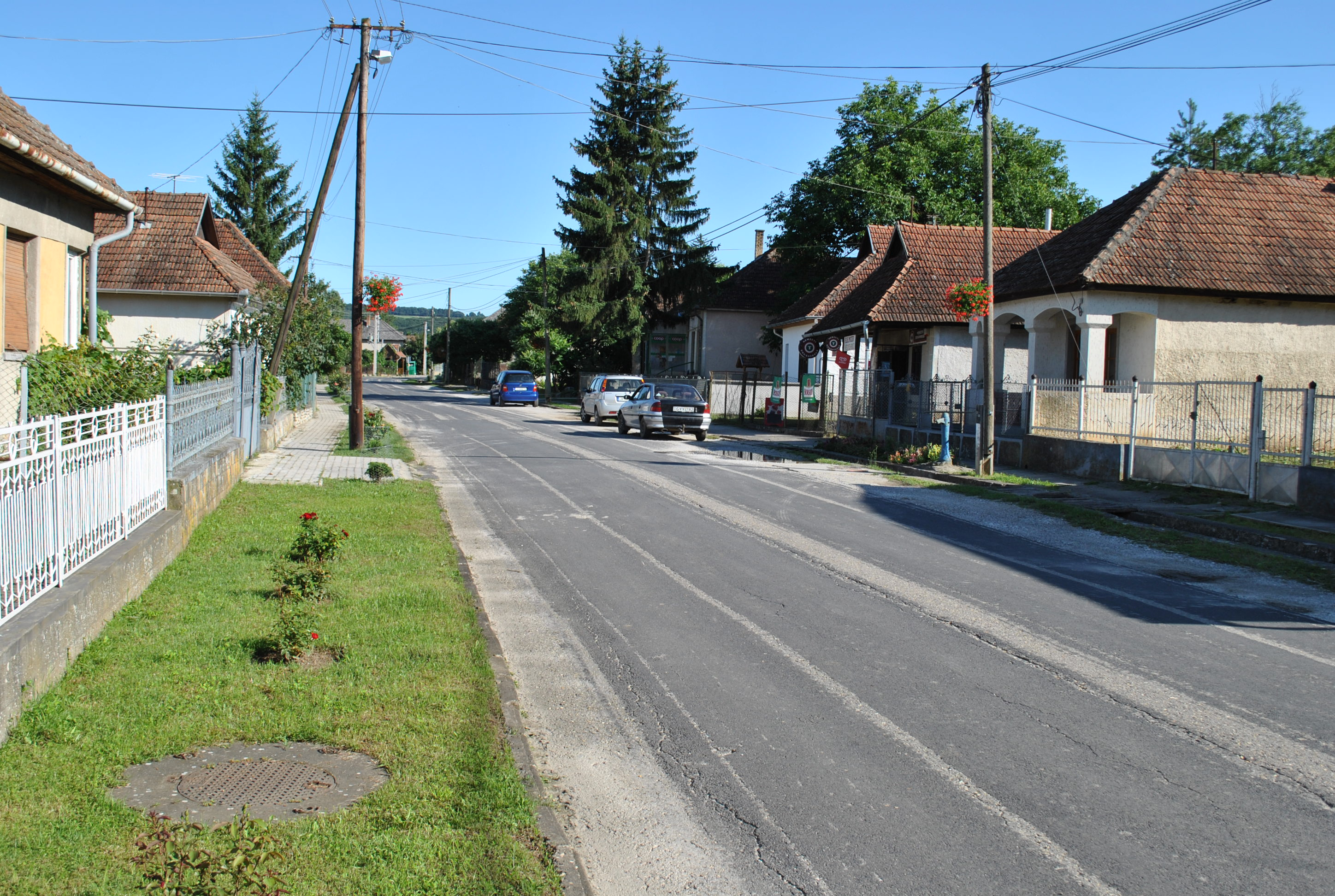
Fő utca im Meszes

## Verkehr
Durch Meszes verläuft die Landstraße Nr. 2613. Es bestehen Busverbindungen über Szalonna, Szendrő, Büdöskútpuszta und Szendrőlád nach Edelény sowie über Rakacaszend und Rakaca nach Viszló. Der nächstgelegene Bahnhof befindet sich in Szalonna.